# Jackie Silva
Jacqueline Louise Cruz Silva (* 13. Februar 1962 in Rio de Janeiro, Brasilien) ist eine ehemalige brasilianische Beachvolleyballspielerin, Weltmeisterin und Olympiasiegerin.

## Karriere
Mit der brasilianischen Mannschaft nahm Jackie Silva als Hallenvolleyballerin an den Olympischen Spielen 1980 in Moskau und 1984 in Los Angeles teil und erreichte jeweils den siebten Platz. Ab 1986 konzentrierte sie sich auf Beachvolleyball und gewann mit Rita Crockett eine inoffizielle Weltmeisterschaft. In den folgenden Jahren erspielte Jackie Silva mit verschiedenen Partnerinnen 41 WPVA und fünf AVP Siege. 1992 wurde sie zur besten Zuspielerin der WPVA gewählt und gewann gemeinsam mit Isabel Salgado die brasilianische Meisterschaft. 1994 war sie MVP der Association of Volleyball Professionals.
1994 siegte Jackie Silva mit ihrer neuen Partnerin Sandra Pires bei drei AVP Turnieren und wurde ein Jahr später mit ihr zum zweiten Mal Landesmeisterin. Von 1995 bis 1998 gewannen die beiden Brasilianerinnen von 29 FIVB Turnieren zwölf, wurden sechs Mal Zweite, belegten bei elf Veranstaltungen den dritten Platz und bekamen nur ein einziges Mal keine Medaille, erreichten aber zumindest das Halbfinale. In den Jahren 1995 und 1996 wurden die beiden Südamerikanerinnen außerdem FIVB Tour Champion. Höhepunkte ihrer gemeinsamen Karriere  waren der Olympiasieg 1996 in Atlanta und ein Jahr später der Weltmeistertitel in Los Angeles.
1998 wurden Mônica Rodrigues und Jackie Silva Zweite und Dritte bei Open-Turnieren, 1999 gewann sie nur noch eine Bronzemedaille bei den Osaka Open mit Ana Paula Connelly. In den folgenden Jahren erreichte die aus Rio de Janeiro stammende Athletin noch einige Top-Ten-Platzierungen mit verschiedenen Partnerinnen, so etwa den fünften Rang bei der WM 2001 in Klagenfurt mit Claudia Oliveira und zwei Jahre später den neunten Platz bei der Weltmeisterschaft in ihrem Geburtsort mit Juliana Felisberta da Silva, eine Medaille blieb ihr jedoch verwehrt. Nach sie bei ihrem letzten Turnier in Fortaleza 2004 Dreizehnte mit Luciana Rosario wurde, beendete Jackie Silva ihre Beachvolleyballkarriere.
2006 wurde Jackie Silva in die „Volleyball Hall of Fame“ aufgenommen.

## Auszeichnungen
- 1992: WPVA Best Setter
- 1994: AVP Most Valuable Player
- 2006: Aufnahme in die Volleyball Hall of Fame

## Privates
Ihre langjährige Lebensgefährtin ist die brasilianische Ballerina Amália Lima.